# Don Carlson
Don Vernon Carlson (ur. 22 marca 1919 we Minneapolis, zm. 16 października 2004) – amerykański koszykarz występujący na pozycjach obrońcy oraz skrzydłowego, trzykrotny mistrz z Minneapolis Lakers, w trzech różnych ligach, po zakończeniu kariery zawodniczej trener koszykarski.

## Osiągnięcia
Na podstawie, o ile nie zaznaczono inaczej.
Drużynowe
- Mistrz:
  - NBL (1948)
  - BAA (1949)
  -  NBA (1950)
- Wicemistrz BAA (1947)